# جاك روسو (منافس ألعاب قوى)
جاك روسو (بالفرنسية: Jacques Rousseau)‏ هو منافس ألعاب قوى فرنسي، ولد في 10 مارس 1951 في بوانت-آه-بيتر في فرنسا.

## وصلات خارجية
- جاك روسو على موقع الاتحاد الدولي لألعاب القوى (الإنجليزية)
- جاك روسو على موقع الاتحاد الفرنسي لألعاب القوى (الفرنسية)
- جاك روسو على موقع أوليمبيديا (الإنجليزية)